# Рударе (Лесковац)
Рударе је насељено место града Лесковца у Јабланичком округу. Према попису из 2022. био је 451 становник.
Овде се налази Манастир Рударе.

## Етимологија
Назив села Рударе указује на рударску делатност која је некада постојала у овом крају. Постоји предање да је на Рударској чуки у близини села постојао рудокоп по чему је село добило име. Радивоје Максимовић забележио је „да се бакарна руда експлоатисала у средњем веку и код Лесковца, где у селу Рудару и данас постоје стара бакарна тросковишта”.

## Положај
Рударе је село у Јабланичком округу, а налази се на око 4 километра јужно од Лесковца на путу ка Вучју. Смештено је на најнижој тераси Рударске чуке, а делом у алувијалној равници реке Ветернице. Од главног пута који спаја Лесковац и Вучје удаљено је између 200 и 300 метара.

## Историја
Пре доласка Словена на ова подручја, на месту где се данас налази село постојало је веће византијско насеље. Докази за то представљају темељи данашње Рударске цркве дуги 19 метара, а широки 9 метара, који су некада били темељи византијске базилике из 6. века, на којима је касније подигнута православна црква. Немачки путописац Феликс Каниц, који је у 19. веку обилазио ове крајеве, забележио је да је у близини Рударске цркве некада постојала латинска варош. Мештани овог села су у прошлости, обрађујући своје поседе, често налазили делове грнчарије необичног облика, као и цигле које су различитих димензија од данашњих.
И Рударе је, као и сва остала села у околини, потурчено доласком Османлија на ове просторе. Међутим, постојање цркве која датира најкасније из 17. века, а можда и раније, као и надгробних споменика, стећака и саркофага из прве половине 19. века на гробљу у близини цркве, указује на извесну самосталност мештана села. Према неким подацима, Рударе је, као и суседно село Велико Трњане, успело да очува своју самосталност. Наиме, током 19. века извесни Сулејман Скопљак покушао је да наметне своју власт Рудару и Великом Трњану, али су се села одупрла тако што су послала изасланике у Цариград који су од Порте успели да добију потврду да су села слободна и да нико њима не може господарити.
- Примери стећака и споменика из 19. века

## Демографија
У насељу Рударе живи 453 пунолетна становника, а просечна старост становништва износи 41,6 година (41,7 код мушкараца и 41,6 код жена). У насељу има 141 домаћинство, а просечан број чланова по домаћинству је 3,91.
Ово насеље је великим делом насељено Србима (према попису из 2002. године), а у последња три пописа, примећен је пад у броју становника.
|  |

| Демографија | Демографија | Демографија |
| Година      | Становника  | Становника  |
| ----------- | ----------- | ----------- |
| 1948.       | 470         |             |
| 1953.       | 497         |             |
| 1961.       | 483         |             |
| 1971.       | 522         |             |
| 1981.       | 560         |             |
| 1991.       | 552         | 552         |
| 2002.       | 551         | 557         |
| 2011.       | 510         |             |
| 2022.       | 451         |             |

| Етнички састав према попису из 2002.‍ | Етнички састав према попису из 2002.‍ | Етнички састав према попису из 2002.‍ | Етнички састав према попису из 2002.‍ | Етнички састав према попису из 2002.‍ |
| ------------------------------------ | ------------------------------------ | ------------------------------------ | ------------------------------------ | ------------------------------------ |
|                                      |                                      |                                      |                                      |                                      |
| Срби                                 | Срби                                 |                                      | 549                                  | 99,63%                               |
| Црногорци                            | Црногорци                            |                                      | 2                                    | 0,36%                                |
| непознато                            | непознато                            |                                      | 0                                    | 0,0%                                 |

| Година пописа     | 1948. | 1953. | 1961. | 1971. | 1981. | 1991. | 2002. |
| ----------------- | ----- | ----- | ----- | ----- | ----- | ----- | ----- |
| Број домаћинстава | 70    | 80    | 92    | 113   | 137   | 137   | 141   |

| Број чланова      | 1  | 2  | 3  | 4  | 5  | 6  | 7 | 8 | 9 | 10 и више | Просек |
| ----------------- | -- | -- | -- | -- | -- | -- | - | - | - | --------- | ------ |
| Број домаћинстава | 10 | 32 | 21 | 25 | 19 | 22 | 9 | 3 | 0 | 0         | 3,91   |

| Пол    | Укупно | Неожењен/Неудата | Ожењен/Удата | Удовац/Удовица | Разведен/Разведена | Непознато |
| ------ | ------ | ---------------- | ------------ | -------------- | ------------------ | --------- |
| Мушки  | 234    | 50               | 172          | 9              | 3                  | 0         |
| Женски | 234    | 28               | 168          | 33             | 5                  | 0         |
| УКУПНО | 468    | 78               | 340          | 42             | 8                  | 0         |

| Пол    | Укупно                    | Пољопривреда, лов и шумарство | Рибарство                            | Вађење руде и камена | Прерађивачка индустрија       |
| ------ | ------------------------- | ----------------------------- | ------------------------------------ | -------------------- | ----------------------------- |
| Мушки  | 125                       | 28                            | 0                                    | 0                    | 52                            |
| Женски | 62                        | 14                            | 0                                    | 0                    | 32                            |
| УКУПНО | 187                       | 42                            | 0                                    | 0                    | 84                            |
| Пол    | Производња и снабдевање   | Грађевинарство                | Трговина                             | Хотели и ресторани   | Саобраћај, складиштење и везе |
| Мушки  | 5                         | 7                             | 7                                    | 2                    | 11                            |
| Женски | 0                         | 2                             | 6                                    | 1                    | 0                             |
| УКУПНО | 5                         | 9                             | 13                                   | 3                    | 11                            |
| Пол    | Финансијско посредовање   | Некретнине                    | Државна управа и одбрана             | Образовање           | Здравствени и социјални рад   |
| Мушки  | 0                         | 1                             | 2                                    | 6                    | 2                             |
| Женски | 0                         | 0                             | 1                                    | 2                    | 2                             |
| УКУПНО | 0                         | 1                             | 3                                    | 8                    | 4                             |
| Пол    | Остале услужне активности | Приватна домаћинства          | Екстериторијалне организације и тела | Непознато            | Непознато                     |
| Мушки  | 2                         | 0                             | 0                                    | 0                    | 0                             |
| Женски | 0                         | 0                             | 0                                    | 2                    | 2                             |
| УКУПНО | 2                         | 0                             | 0                                    | 2                    | 2                             |

## Галерија
- Истурено одељење ОШ “Никола Скобаљић” из Великог Трњана
- Конак Рударског манастира
- Звоник манастира Рударе
- Црква Свете Петке